# Päpstliches Armenisches Kolleg
Das Päpstliche Armenische Kolleg (italienisch Pontificio Collegio Armeno) in Rom ist eine päpstliche Bildungseinrichtung mit einem  Priesterseminar für Priester und Priesteramtskandidaten der  Armenischen-Katholischen Kirche.

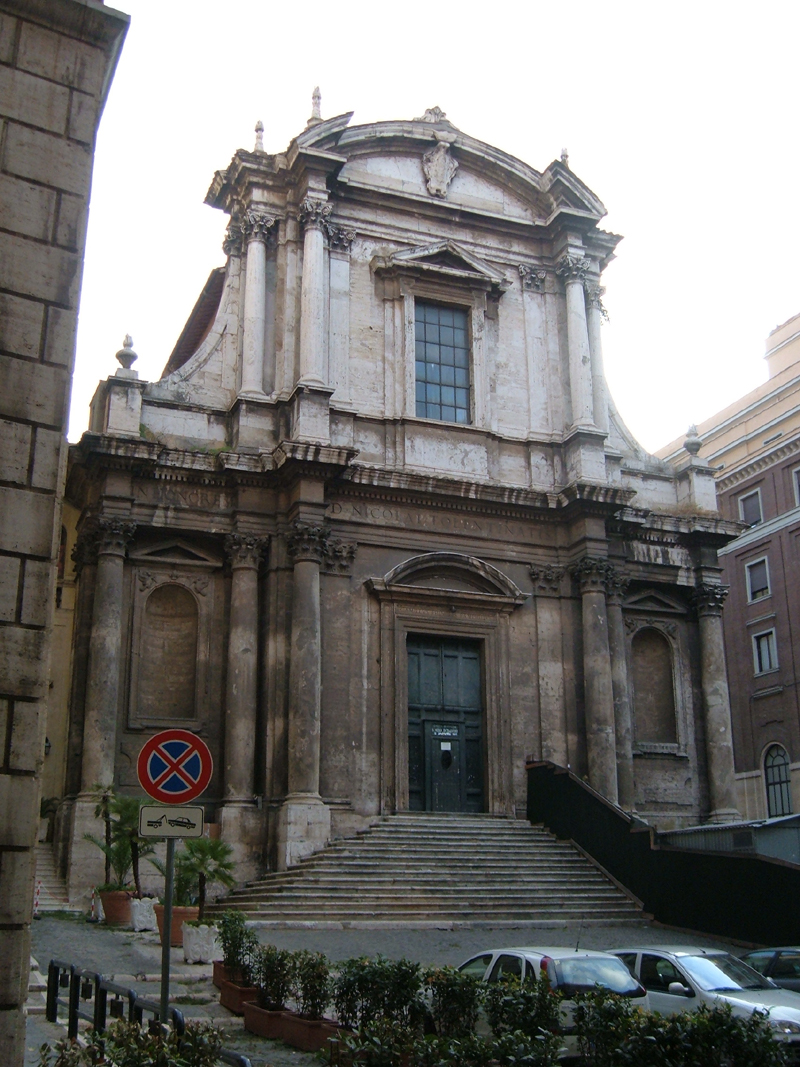
San Nicola da Tolentino in Rom

Die erste Initiative ein Armenisches Kolleg zu errichten stammte von Papst Gregor XIII., er plante bereits 1584 den Bau eines Priesterseminars für armenische Geistliche. Erst 1885 wurde dieser Gedanke erneut aufgegriffen und durch Papst Leo XIII. in die Tat umgesetzt. Dem päpstlichen Kolleg wurde als geistliches Zentrum die Kirche San Nicola da Tolentino zugeordnet.
Am 1. November 1883 wurde das Armenische Kolleg feierlich eröffnet. In den ersten 100 Jahren seines Bestehens wurden hier etwa 270 Studenten aufgenommen. Der Sitz der neuen Hochschule wurde zwischen 1939 und 1943 neben San Nicola da Tolentino errichtet. Das Kolleg und die Kirche bildeten in kürzester Zeit einen kulturellen und religiösen Bezugspunkt für die armenischen Christen in Rom. Dank einer großzügigen Spende des Kardinals Grégoire-Pierre Agagianian konnte am 8. Juli 1961 eine neue Bibliothek eröffnet werden.

## Organisation
Das Kolleg wird von einem Rektor geleitet, ihm zur Seite gestellt ist ein Vize-Rektor, ein Direktor und ein geistlicher Vater. Der Rektor ist immer ein armenischer Prälat. Dieses Gremium ist für die strukturelle, geistliche und organisatorische Leitung verantwortlich. Im Durchschnitt nimmt das Kolleg etwa 20 bis 25 Studenten auf, diese können bereits Priester sein oder sich auf das Priesteramt vorbereiten.

## Persönlichkeiten
- Grégoire-Pierre Kardinal Agagianian (1895–1971) war von 1921 bis 1932 Lehrer, später Vize-Rektor und von 1932 bis 1937 Rektor.
- Mikail Nersès Sétian (1918–2002), war Rektor am Kolleg, armenisch-katholischer Bischof und Apostolischer Exarch der Vereinigten Staaten und Kanada
- Nerses Bedros XIX. (1940–2015), war Patriarch des armenisch-katholischen Patriarchats von Kilikien, er studierte von 1959 bis 1965 Philosophie am Kolleg.
- Mikaël Antoine Mouradian (* 1961) ist armenisch-katholischer Bischof in New York und ehemaliger Seminarist am Kolleg